# 茂庄五郎

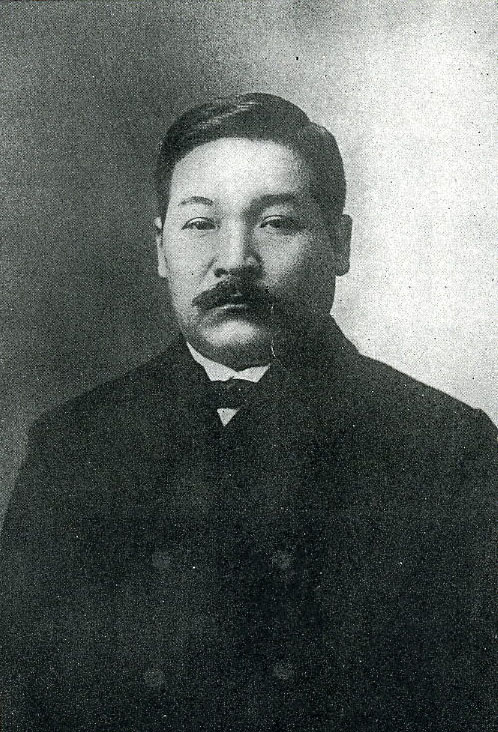
茂 庄五郎

茂 庄五郎（しげ しょうごろう、文久3年2月（1863年） - 大正2年（1913年）3月29日）は、明治時代に関西で活躍した建築家。関西の建築設計事務所設立の草分けとして、また工場建築を多く手がけたことで知られる。

## 経歴
1863年2月長崎生まれ。1891年7月に東京帝国大学造家学科選科を卒業後、尼崎紡績技師となり、尼崎工場の設計監督を行った。その後、海軍省に入り、呉鎮守府に着任したが、ほどなく辞職し、1895年（明治28年）に大阪に茂建築事務所を開設した。当時「東洋のマンチェスター」と呼ばれた大阪において工場建築に着目し、関西の多くの工場建築の設計監督に携わった。
また、関西商工学校（現関西大倉学園）の創立にも参加し、監事を務めた。
1913年3月に腎臓病により、大阪市北区の自宅で逝去。享年51。

## 主な作品
- 尼崎紡績尼崎工場（1892年）

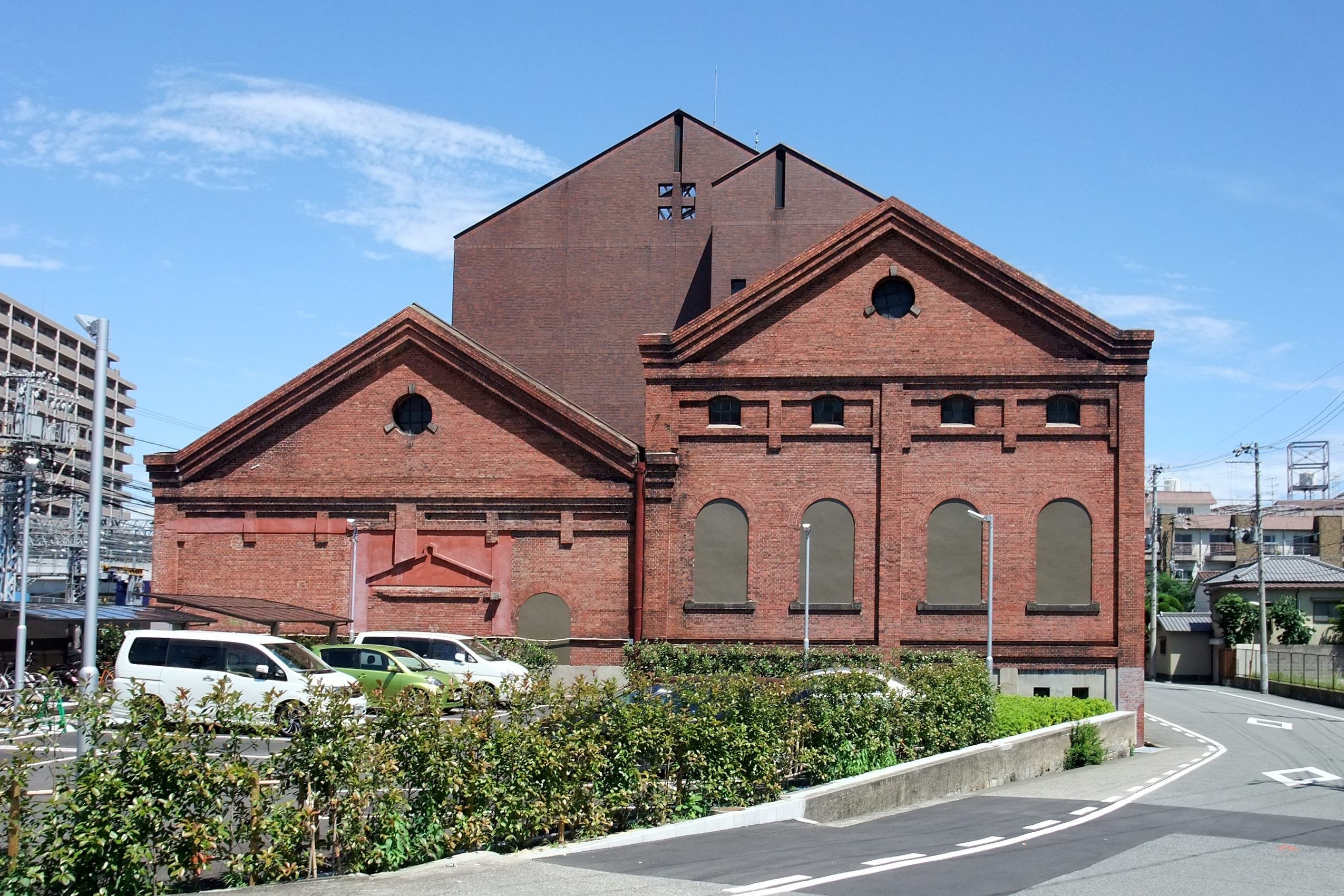
旧阪神電鉄尼崎発電所

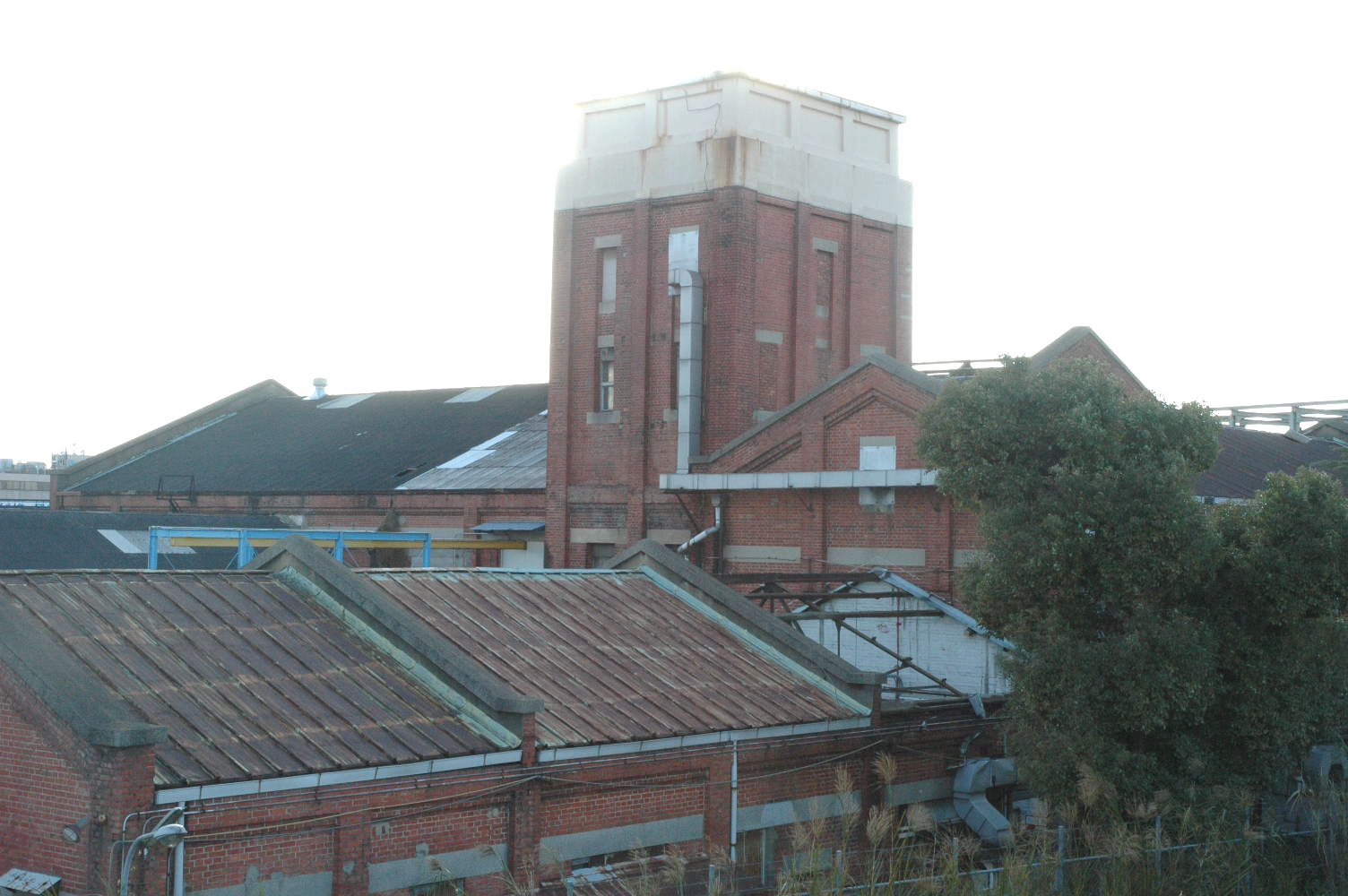
旧ダイセル化学工業堺工場

- 日本紡績福島本社工場（1895年、現存しない）
- 尼崎紡績・本社事務所（1900年、現 ユニチカ記念館）
- 毛斯綸紡績会社（1900年、現存しない）
- 阪神電鉄尼崎発電所（1904年、尼崎市、茂の設計と推定されている）
- 大阪電灯安治川発電所（1908年、現存しない）
- 堺セルロイド会社工場（1910年、現 ダイセル化学工業堺工場、2008年に1棟を残し全て解体）